# Juan Marén
Juan Marén (n. 20 martie 1971, Santiago de Cuba, Cuba) este un luptător ce a reprezentat Cuba, medaliat olimpic. A participat la 4 ediții ale Jocurilor Olimpice (1992, 1996, 2000, 2004) în care a câștigat două medalii de argint și o medalie de bronz.